# Andilly (Charente-Maritime)
Pour les articles homonymes, voir Andilly.
Andilly est une commune du Sud-Ouest de la France située dans le département de la Charente-Maritime (région Nouvelle-Aquitaine).
Devenue une commune résidentielle de la troisième couronne de l'aire urbaine de La Rochelle, Andilly est traversée par deux canaux, le canal de Marans à La Rochelle et le canal du Curé, qui se croisent au site remarquable des Écluses d'Andilly.
Commune de la région naturelle du Marais poitevin, elle est incluse dans le parc naturel régional du Marais poitevin.

## Géographie

### Situation géographique
Andilly est une commune de marais appartenant à la partie occidentale du Marais poitevin située dans le nord-ouest de la Charente-Maritime, plus précisément entre Marans, son chef-lieu de canton, et La Rochelle, préfecture du département.
Sur un plan plus général, Andilly est située dans la partie sud-ouest de la France, au centre de la côte atlantique dont elle est distante de quelques kilomètres « à vol d'oiseau », faisant partie du « Midi atlantique ».

### Le cadre géographique
La commune d'Andilly regroupe le bourg d'Andilly, le village de Sérigny ainsi que le lieu-dit de Bel-Air.
Les villes les plus proches sont :
- Marans, située à 6,5 km au nord ;
- La Rochelle, située à 17 km au sud-ouest.

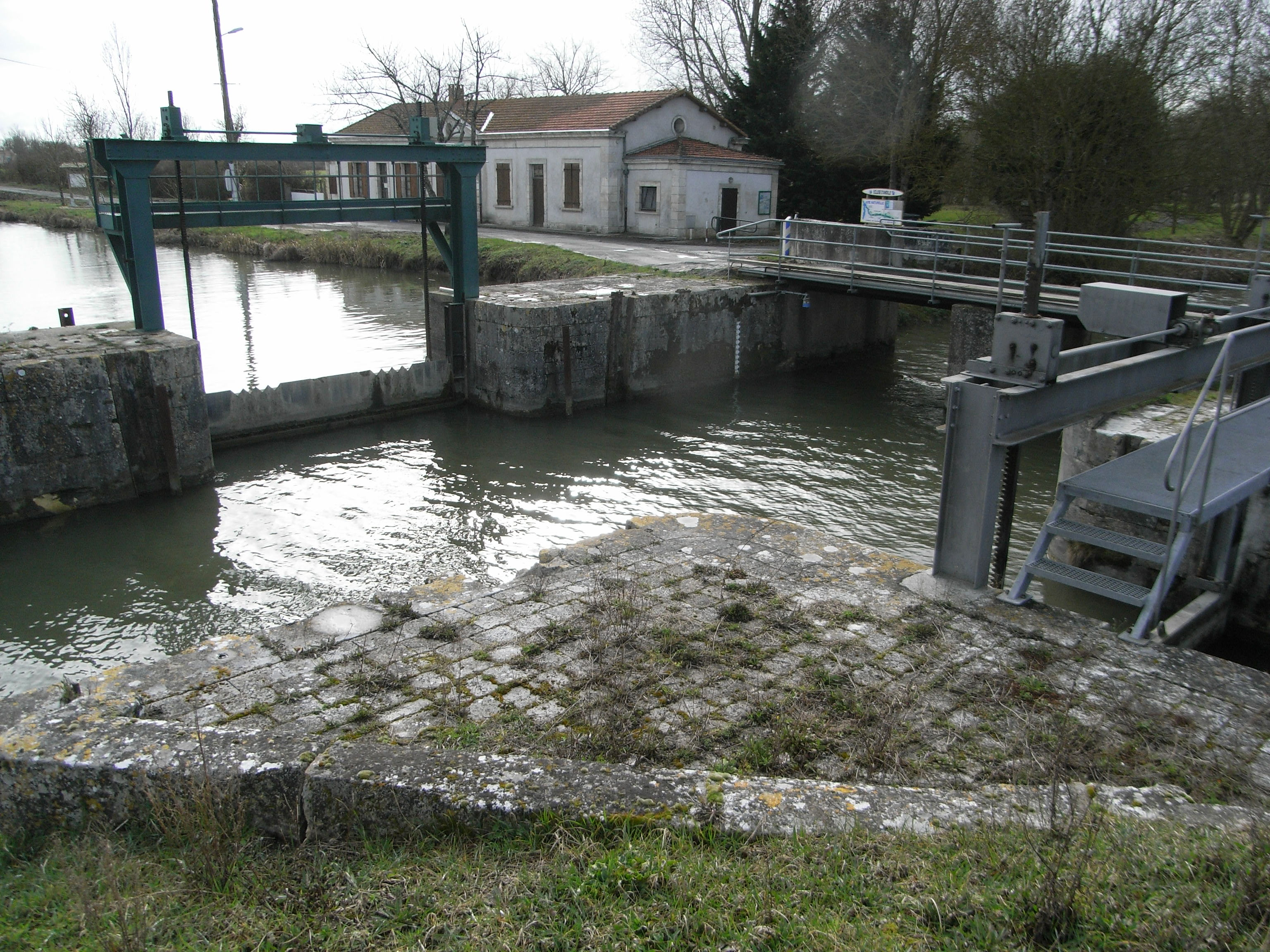
Ouvrage de croisement entre le canal de Marans et le Curé.

La commune d'Andilly, qui appartient à la partie occidentale du marais poitevin et qui correspond au marais poitevin desséché, grande zone de production céréalière, est une commune particulièrement bien desservie en canaux de dérivation, de dessèchement et d'irrigation. Parmi ceux-ci, deux grands canaux strient son territoire communal : le canal du Curé le traverse d'est en ouest et le canal de Marans à La Rochelle du nord au sud.
La commune d'Andilly est arrosée dans toute sa partie centrale, d'est en ouest, par le canal du Curé, qui correspond au cours inférieur du fleuve côtier du Curé qui est canalisé depuis la commune d'Anais. Dans la commune d'Andilly, le canal du Curé a longtemps été dénommé le Grand canal d'Andilly depuis sa construction en 1771.
Du nord au sud, la commune est traversée par le canal de Marans à La Rochelle, lequel croise au nord-ouest du bourg d'Andilly le canal du Curé où d'importantes écluses de croisement ont été créées au lieu-dit les Écluses d'Andilly.

### Communes limitrophes
| Charron   | Marans             |          |
|           | Andilly            |          |
| Villedoux | Saint-Ouen-d'Aunis | Longèves |

## Urbanisme

### Typologie
Au 1er janvier 2024, Andilly est catégorisée bourg rural, selon la nouvelle grille communale de densité à 7 niveaux définie par l'Insee en 2022.
Elle est située hors unité urbaine. Par ailleurs la commune fait partie de l'aire d'attraction de La Rochelle, dont elle est une commune de la couronne,. Cette aire, qui regroupe 72 communes, est catégorisée dans les aires de 200 000 à moins de 700 000 habitants,.

### Occupation des sols
L'occupation des sols de la commune, telle qu'elle ressort de la base de données européenne d’occupation biophysique des sols Corine Land Cover (CLC), est marquée par l'importance des territoires agricoles (95,3 % en 2018), en diminution par rapport à 1990 (96,8 %). La répartition détaillée en 2018 est la suivante : 
terres arables (71,4 %), prairies (17,4 %), zones agricoles hétérogènes (6,5 %), zones urbanisées (4,7 %). L'évolution de l’occupation des sols de la commune et de ses infrastructures peut être observée sur les différentes représentations cartographiques du territoire : la carte de Cassini (XVIIIe siècle), la carte d'état-major (1820-1866) et les cartes ou photos aériennes de l'IGN pour la période actuelle (1950 à aujourd'hui).

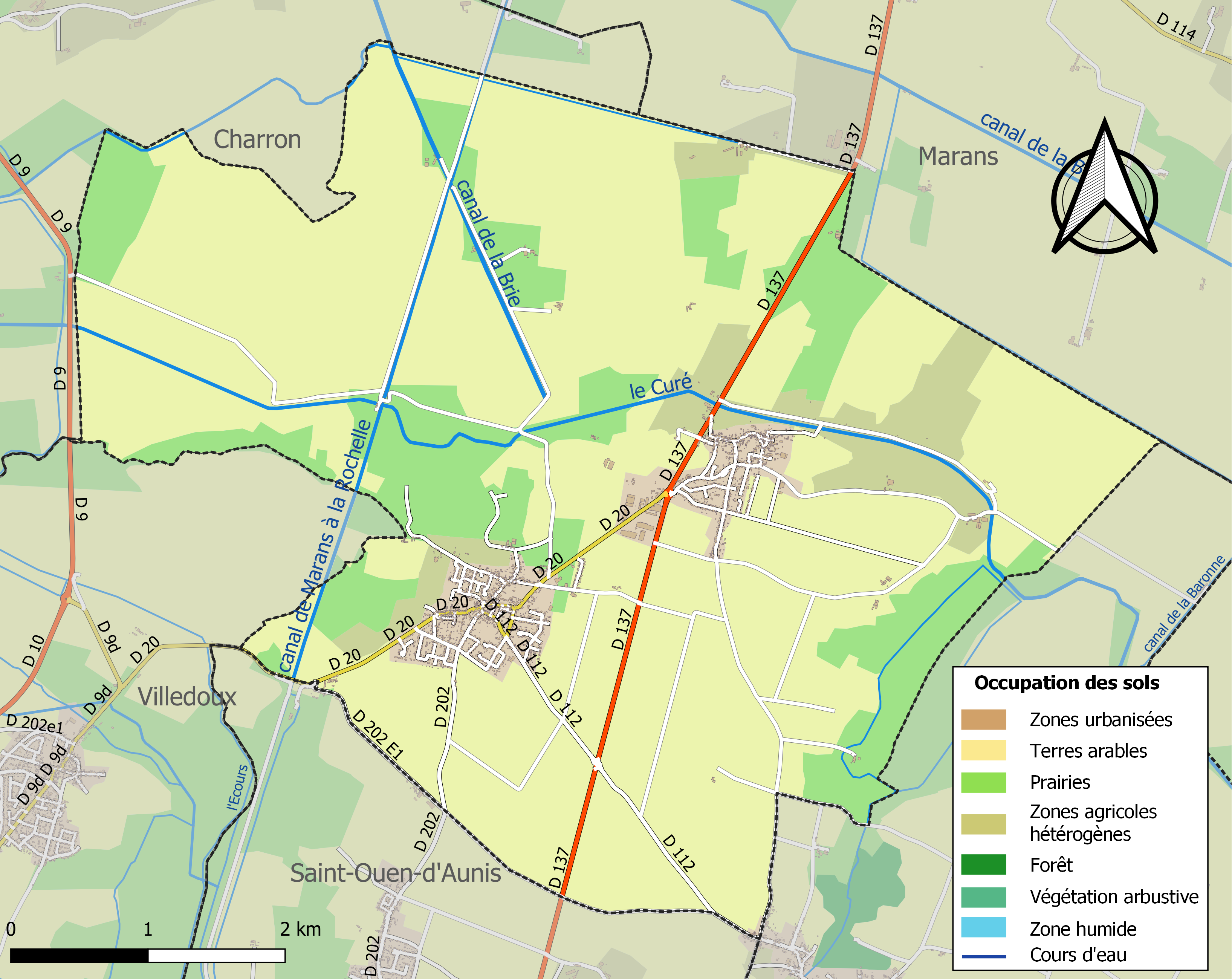
Carte des infrastructures et de l'occupation des sols de la commune en 2018 (CLC).

### Voies de communication et transports

#### Gare et halte ferroviaire
- La Rochelle (TGV) 14,7 km
- Aytré  (halte) 16,2 km
- Angoulins (halte) 17,6 km
- Châtelaillon 20,2 km
- Surgères (TGV) 25,4 km

#### Aéroport et aérodrome
- La Rochelle-Laleu 15,6 km
- Rochefort-Saint-Agnant 40,8 km
- Niort 48,2 km

#### Routier
- La départementale 137 traverse le territoire communal, et sépare les bourgs d'Andilly et de Sérigny.
- Les départementales 20, 112 et 202 relient respectivement le bourg d'Andilly à Villedoux, Longèves et à Saint-Ouen-d'Aunis.

### Risques majeurs
Le territoire de la commune d'Andilly est vulnérable à différents aléas naturels : météorologiques (tempête, orage, neige, grand froid, canicule ou sécheresse), inondations, mouvements de terrains et séisme (sismicité modérée). Il est également exposé à un risque technologique,  le transport de matières dangereuses. Un site publié par le BRGM permet d'évaluer simplement et rapidement les risques d'un bien localisé soit par son adresse soit par le numéro de sa parcelle.

#### Risques naturels
La commune fait partie du territoire à risques importants d'inondation (TRI) de la baie de l'Aiguillon, regroupant 16 communes concernées par un risque de submersion marine sur le secteur de La Baie d’Aiguillon (6 en Charente-Maritime et 10 en Vendée), un des 21 TRI qui ont été arrêtés fin 2012 sur le bassin Loire-Bretagne et confirmé en 2018 lors du second cycle de la Directive inondation. Les submersions marines les plus marquantes des XXe et XXIe siècles antérieures à 2019 sont celles liées à la tempête du 16 novembre 1940, à la tempête du 15 février 1957, aux tempêtes Lothar et Martin des 26 et 27 décembre 1999 et à la tempête Xynthia des 27 et 28 février 2010. C’est à la suite de cette tempête que l’État a défini des zones de solidarité où les parcelles considérées comme trop dangereuses pour y maintenir des maisons peuvent à terme être expropriées, sur les communes de La Faute-sur-Mer et de L'Aiguillon-sur-Mer (Vendée), et Charron (Charente-Maritime). Les maisons situées dans ces zones, soumises à enquête publique, ont fait l'objet soit d'un rachat à l'amiable par l'État, soit, au terme d'une enquête publique, d'une expropriation. Des cartes des surfaces inondables ont été établies pour trois scénarios : fréquent (crue de temps de retour de 10 ans à 30 ans), moyen (temps de retour de 100 ans à 300 ans) et extrême (temps de retour de l'ordre de 1 000 ans, qui met en défaut tout système de protection),. La commune a été reconnue en état de catastrophe naturelle au titre des dommages causés par les inondations et coulées de boue survenues en 1982, 1999 et 2010,.

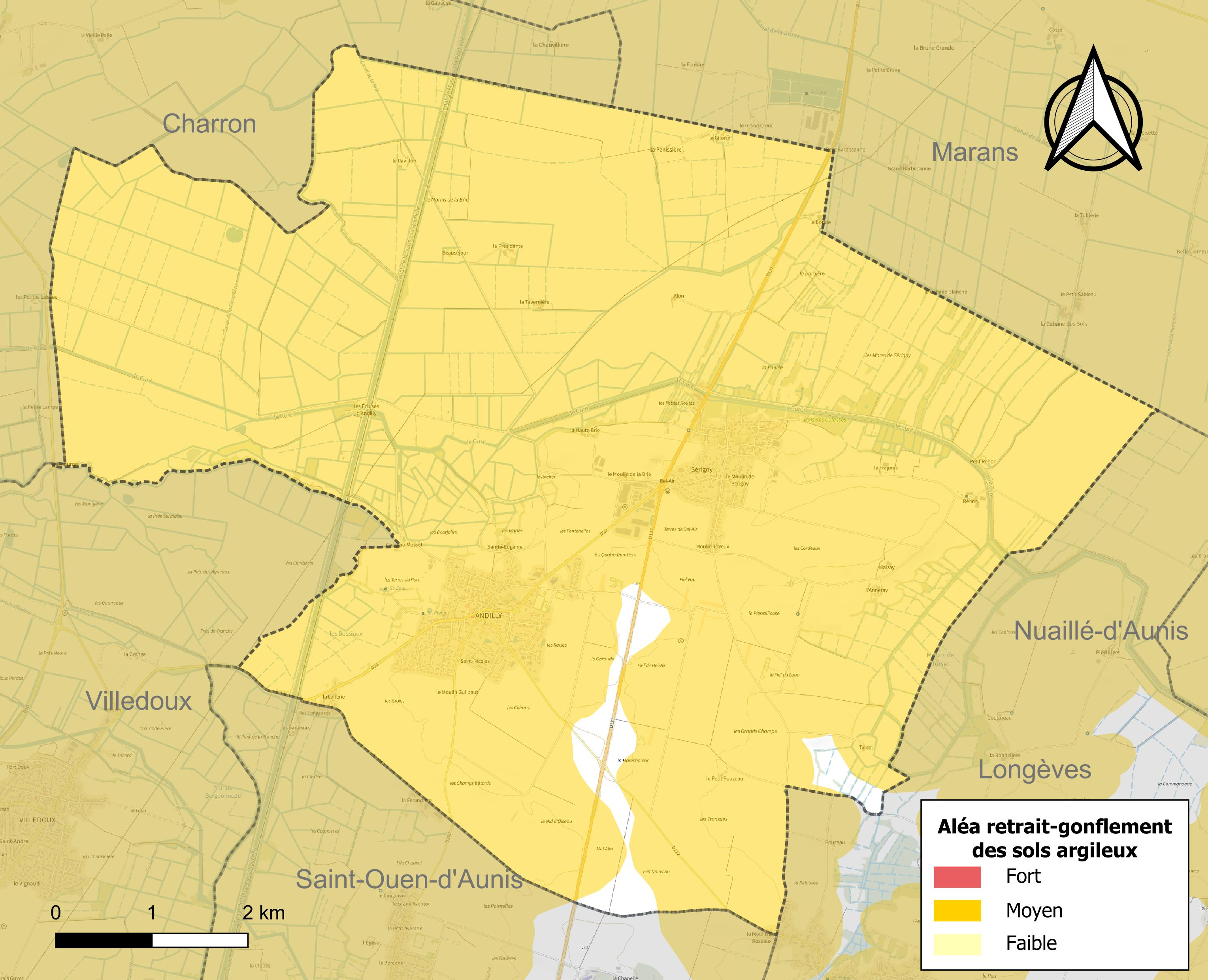
Carte des zones d'aléa retrait-gonflement des sols argileux d'Andilly.

Les mouvements de terrains susceptibles de se produire sur la commune sont des tassements différentiels.
Le retrait-gonflement des sols argileux est susceptible d'engendrer des dommages importants aux bâtiments en cas d’alternance de périodes de sécheresse et de pluie. 97,6 % de la superficie communale est en aléa moyen ou fort (54,2 % au niveau départemental et 48,5 % au niveau national). Sur les 989 bâtiments dénombrés sur la commune en 2019,  989 sont en aléa moyen ou fort, soit 100 %, à comparer aux 57 % au niveau départemental et 54 % au niveau national. Une cartographie de l'exposition du territoire national au retrait gonflement des sols argileux est disponible sur le site du BRGM,.
Par ailleurs, afin de mieux appréhender le risque d’affaissement de terrain, l'inventaire national des cavités souterraines permet de localiser celles situées sur la commune.
Concernant les mouvements de terrains, la commune a été reconnue en état de catastrophe naturelle au titre des dommages causés par la sécheresse en 2003 et par des mouvements de terrain en 1999 et 2010.

#### Risques technologiques
Le risque de transport de matières dangereuses sur la commune est lié à sa traversée par une ou des infrastructures routières ou ferroviaires importantes ou la présence d'une canalisation de transport d'hydrocarbures. Un accident se produisant sur de telles infrastructures est susceptible d’avoir des effets graves sur les biens, les personnes ou l'environnement, selon la nature du matériau transporté. Des dispositions d’urbanisme peuvent être préconisées en conséquence.

## Toponymie
Le toponyme Andilly pourrait provenir de celui d'un propriétaire de domaine gallo-romain sans doute nommé Antilius ou Andilius, suivi du suffixe -acum[réf. nécessaire].

## Histoire
- Pendant les guerres de Religion, Andilly était un poste militaire avancé.
- Il reste des vestiges de château fort.
- Il y a les ruines d'un prieuré et d'un château avec souterrains.
- Il y a aussi des souterrains-refuges préhistoriques et/ou antiques.

## Politique et administration

### Liste des maires
| Période                                  | Période  | Identité         | Étiquette | Qualité         |
| ---------------------------------------- | -------- | ---------------- | --------- | --------------- |
| 1977                                     | 1983     | Raoul Jardonnet  |           | Menuisier       |
| 1983                                     | 1995     | Michel Fillodeau | SE        | Agriculteur     |
| 1995                                     | 2008     | Christian Point  | SE        | Génie civil     |
| 2008                                     | 2014     | Maurice Debègue  | SE        | Informaticien   |
| 2014                                     | En cours | Sylvain Fagot    | DVG       | Cadre supérieur |
| Les données manquantes sont à compléter. |          |                  |           |                 |

## Démographie
Les habitants sont appelés les Andillais.

### Évolution démographique
L'évolution du nombre d'habitants est connue à travers les recensements de la population effectués dans la commune depuis 1793. Pour les communes de moins de 10 000 habitants, une enquête de recensement portant sur toute la population est réalisée tous les cinq ans, les populations de référence des années intermédiaires étant quant à elles estimées par interpolation ou extrapolation. Pour la commune, le premier recensement exhaustif entrant dans le cadre du nouveau dispositif a été réalisé en 2004.

En 2022, la commune comptait 2 314 habitants, en évolution de +4,38 % par rapport à 2016 (Charente-Maritime : +4,04 %, France hors Mayotte : +2,11 %).
| 1793  | 1800 | 1806 | 1821 | 1831  | 1836  | 1841  | 1846  | 1851  |
| ----- | ---- | ---- | ---- | ----- | ----- | ----- | ----- | ----- |
| 1 148 | 889  | 809  | 959  | 1 337 | 1 113 | 1 136 | 1 150 | 1 169 |

| 1856  | 1861  | 1866  | 1872  | 1876  | 1881  | 1886  | 1891  | 1896  |
| ----- | ----- | ----- | ----- | ----- | ----- | ----- | ----- | ----- |
| 1 266 | 1 265 | 1 302 | 1 188 | 1 153 | 1 219 | 1 238 | 1 208 | 1 219 |

| 1901  | 1906  | 1911  | 1921 | 1926 | 1931 | 1936 | 1946 | 1954 |
| ----- | ----- | ----- | ---- | ---- | ---- | ---- | ---- | ---- |
| 1 190 | 1 086 | 1 065 | 916  | 864  | 835  | 808  | 808  | 839  |

| 1962 | 1968 | 1975  | 1982  | 1990  | 1999  | 2004  | 2006  | 2009  |
| ---- | ---- | ----- | ----- | ----- | ----- | ----- | ----- | ----- |
| 916  | 964  | 1 075 | 1 352 | 1 481 | 1 478 | 1 772 | 1 863 | 1 971 |

| 2014  | 2019  | 2022  | - | - | - | - | - | - |
| ----- | ----- | ----- | - | - | - | - | - | - |
| 2 122 | 2 272 | 2 314 | - | - | - | - | - | - |

### Pyramide des âges
La population de la commune est relativement jeune.
En 2018, le taux de personnes d'un âge inférieur à 30 ans s'élève à 33,7 %, soit au-dessus de la moyenne départementale (29 %). À l'inverse, le taux de personnes d'âge supérieur à 60 ans est de 24,3 % la même année, alors qu'il est de 34,9 % au niveau départemental.
En 2018, la commune comptait 1 144 hommes pour 1 110 femmes, soit un taux de 50,75 % d'hommes, largement supérieur au taux départemental (47,85 %).
Les pyramides des âges de la commune et du département s'établissent comme suit.
| Hommes | Classe d’âge | Femmes |
| ------ | ------------ | ------ |
| 0,2    | 90 ou +      | 1,0    |
| 4,2    | 75-89 ans    | 5,2    |
| 19,3   | 60-74 ans    | 18,7   |
| 20,6   | 45-59 ans    | 20,5   |
| 21,1   | 30-44 ans    | 22,0   |
| 13,8   | 15-29 ans    | 13,2   |
| 20,8   | 0-14 ans     | 19,5   |

| Hommes | Classe d’âge | Femmes |
| ------ | ------------ | ------ |
| 1,1    | 90 ou +      | 2,6    |
| 10,1   | 75-89 ans    | 12,6   |
| 22     | 60-74 ans    | 23,2   |
| 20,1   | 45-59 ans    | 19,7   |
| 16,1   | 30-44 ans    | 15,6   |
| 15,2   | 15-29 ans    | 12,7   |
| 15,4   | 0-14 ans     | 13,6   |

### Sports
Andilly a été ville-arrivée de la 1re étape, ainsi que ville-départ de la 2e étape du Tour Poitou-Charentes 2004.

## Culture locale et patrimoine

### Lieux et monuments

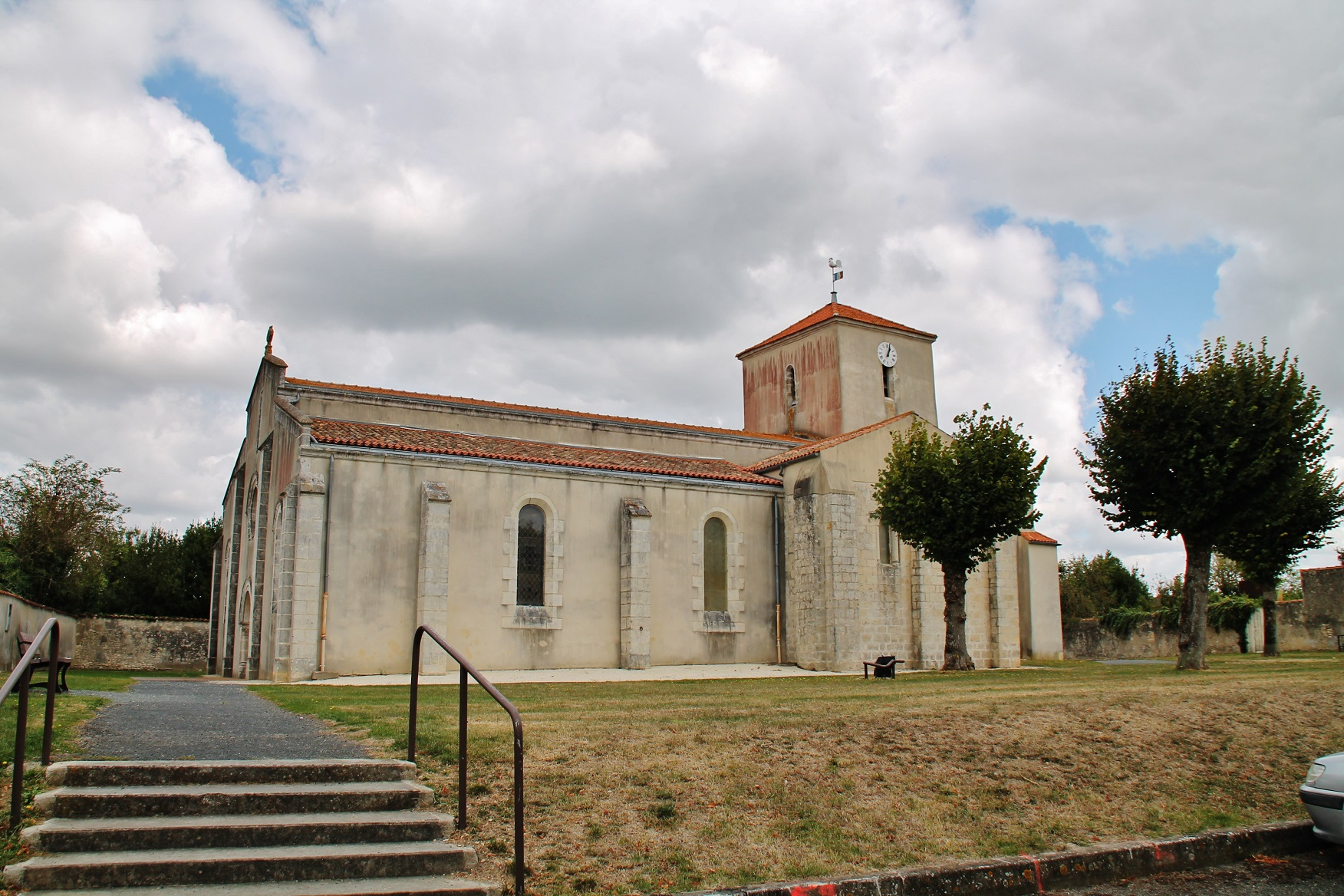
L'église paroissiale Saint-Nazaire.

- Église Saint-Nazaire : façade à un portail ; chevet droit.

### Personnalités liées à la commune
- Huguette Delavault (1924-2003), mathématicienne française, y est née.